# Mestna občina Slovenj Gradec
Občina Slovenj Gradec je z okoli 16.955 prebivalci (2023) najmanjša mestna občina po številu prebivalcev v Sloveniji. Po površini se uvršča na 29. mesto, po številu prebivalcev pa na 28. mesto med slovenskimi občinami. Njeno središče je mesto Slovenj Gradec in je del koroške statistične regije.

## Naselja v občini Slovenj Gradec
Mestna občina Slovenj Gradec obsega območja 22 naselij. Ta naselja so Brda, Gmajna, Golavabuka, Gradišče, Graška Gora, Legen, Mislinjska Dobrava, Pameče, Podgorje, Raduše, Sele, Slovenj Gradec, Spodnji Razbor, Stari trg, Šmartno pri Slovenj Gradcu, Šmiklavž, Tomaška vas, Troblje, Turiška vas, Vodriž, Vrhe, Zgornji Razbor.

## Statistični podatki mestne občine Slovenj Gradec
Leta 2019 je na enem kvadratnem kilometru živelo 96 prebivalcev, kar pomeni, da je gostota naseljenosti manjša kot v celotni državi. Število živorojenih je bilo višje od števila umrlih, naravni prirast pa je znašal 0,2. Selitveni prirast je bil negativen, saj se je število tistih, ki so se iz občine odselili višje od števila tistih, ki so se vanjo priselili.
Povprečna starost občanov je enaka povprečni starosti prebivalcev Slovenije, to je 43,4 leta. Med občani je bilo število najstarejših večje od števila najmlajših.
Vrednost indeksa staranja za ženske je bila višja od indeksa staranja za moške, torej je bilo v občini med ženskami več takih, ki so bile stare 65 let ali več, kot takih, ki so bile stare 15 let. Za moške je leta 2019 veljalo enako.
Slovenj Gradec je leta 2019 imel 8 vrtcec, ki sta jih obiskovala 702 otroka. Od vseh otrok starih od 1 do 5 let, je bilo 82% otrok vključenih v vrtec, to je več kot v vseh vrtcih v Sloveniji skupaj, kjer je odstotek takih otrok 81 %. 
V šolskem letu 2019/2020 se je v osnovnih šolah izobraževalo 1.550 učencev. Različne srednje šole pa je v istem šolskem letu obiskovalo 610 dijakov. Na 1000 prebivalcev v občini je bilo leta 2019 43 študentov in 9 diplomantov, kar je več od povprečja v celotni Sloveniji, kjer je na 1000 prebivalcev povprečno 37 študentov in 8 diplomantov.
Med osebami, ki so stare od 15 do 64 let je bilo približno 65 % oseb zaposlenih ali samozaposlenih, kar je manj od slovenskega povprečja, ki znaša 66 %.
Povprečna mesečna plača na osebo, ki je bila zaposlena pri pravnih osebah, je bila v bruto znesku za približno 8 % nižja od letnega povprečja mesečnih plač v Sloveniji, v neto znesku pa za približno 7 % nižja.
Med 100 prebivalci občine je 57 oseb imelo osebni avtomobil, ki je bil star povprečno 10 let.
V letu 2019 je bilo v občini zbranih 316 kg komunalnih odpadkov na prebivalca, kar je 43 kg manj kot v celotni Sloveniji.

## Razvoj mestne občine Slovenj Gradec

### Začetki lokalne samouprave
Slovenj Gradec je imel konec 18. stoletja položaj deželnoknežjega mesta, ki je bilo v lasti zemljiškega gospostva in je spadal v mariborsko okrožje.V obdobju od 1868 do 1929/36 je bila Slovenija upravno razdeljena na Kranjsko, Slovensko Istro, Goriško, Štajersko, Koroško in Prekmurje. Štajerska je bila razdeljena na 20 sodnih okrajev oziroma okrajnih sodišč. Eden od teh je bil Slovenj Gradec s sodnimi okraji Radlje ob Dravi, Slovenj Gradec in Šoštanj. Slovenjgraško glavarstvo pa je obsegalo 41 občin.

### Obdobje med prvo in drugo svetovno vojno
V Kraljevini Srbov, Hrvatov in Slovencev je bilo 33 oblasti. Slovenj Gradec je kot politični okraj spadal v Mariborsko oblast, ki je imela sedež v Mariboru. Leta 1921 je občina Slovenj Gradec imela 1111 prebivalcev in je spadala pod okraj Slovenj Gradec, ki je imel skupaj 41.676 prebivalcev. V ta okraj so spadale še naslednje občine: Brezno, Golovabuka, Gortina, Janževski Vrh Orlica, Kaplja, Legen, Marenberg, Mislinja, Muta, Otiški Vrh, Pameče, Pernice, Podgorje, Razbor, Remšnik, Ribnica, Sele, Stari Trg, Sv. Anton na Pohorju, Sv. Primož na Pohorju, Sv. Primož nad Muto, Škale, Šmartno ob Paki, Šmartno pri Slovenj Gradcu, Šmiklavz pri Vodrižu, Šostanj – mesto, Šostanj – okolica, Sv. Andraž nad Polzelo, Sv. Florjan pri Šostanju, Šentilj pod Turjakom, Šentilj pri Velenju, Šentjanž na Vinski Gori, Šentjanž pri Dravogradu, Sv. Vid nad Valdekom, Topolšica, Trbonje, Velenje, Vrhe, Vuhred, Vuzenica in Zgornja Vižinga.
Leta 1931 je imela občina Slovenj Gradec 1311 prebivalcev in je spadala pod srez oziroma okraj Slovenj Gradec, ki je imel skupno 30.246 prebivalcev. V ta okraj so spadale še naslednje občine: Golovabuka, Kozjak, Legen, Mislinja, Otiški Vrh, Pameče, Podgorje, Razbor, Sele, Spodnji Dolič, Stari Trg, Sveti Andraž pri Velenju, Sveti Florijan pri Šoštanju, Šentilj pod Turjakom, Šentilj pri Velenju, Šentjanž na Vinski Gori, Šentjanž pri Dravogradu, Šentvid nad Valdekom, Škale, Šmartno pri Slovenj Gradcu, Šmiklavž, Šoštanj – okolica, Topolšica, Velenje in Vrhe.

### Po drugi svetovni vojni
V obdobju od konca druge svetovne vojne do ustave iz leta 1963 je prihajalo do sprememb pri nastajanju, ukinjanju in spreminjanju lokalnih teritorialnih enot. Zaradi tega se to obdobje imenuje obdobje teritorialne nestabilnosti.
Zakon o upravni razdelitvi federalne Slovenije iz leta 1945 je bil prvi zakon, ki je v Sloveniji po drugi svetovni vojni urejal vprašanje teritorialne razdelitve. Zakon je določal, da je ozemlje Slovenije razdeljeno na 5 okrožij. Zakon se je spremenil že leta 1946. Skupno število okrajev se je zmanjšalo na 27, prej jih je bilo 28. V Celjskem okrožju se je okraj Gornji grad preimenoval v Šaleško-Savinjski okraj, kamor je bil vključen del dotakratnega okraja Šoštanj, ki ga v novi organizaciji ni bilo. Preostali del okraja Šoštanj, predvsem Slovenj Gradec z okoliškimi kraji, je bil priključen k okraju Prevalje v mariborskem okrožju.
Leta 1952 je prišlo do pomembnih sprememb v teritorialni razdelitvi Slovenije. Sprejet je bil Zakon o razdelitvi Ljudske republike Slovenije na mesta, okraje in občine. Občina Slovenj Gradec je takrat imela 5543 prebivalcev in je spadala v okraj Slovenj Gradec, kjer je bilo 12 občin in 50.321 prebivalcev.
Po ustavi iz leta 1974 je bila občina temeljna teritorialna enota. Bila je samoupravna in temeljna družbenopolitična skupnost, ki je temeljila na samoupravljanju in oblasti delavskega razreda ter vseh delovnih ljudi. Občine so bile osnove delegatskega Sistema za kontituiranje organov vseh širših družbenopolitičnih skupnosti. Ustava iz leta 1974 je kot enega od temeljev socialističnega samoupravljanja postavila krajevno skupnost, ki je bila uvedena že z ustavo iz leta 1963. Krajevna skupnost je bila specifična samoupravna interesna skupnost. Delovni ljudje in občani so imeli pravico in dolžnost, da so se za uresničevanje skupnih interesov povezovali v krajevno skupnost. Občina Slovenj Gradec je imela 8 krajevnih skupnosti. Te so bile Dolič, Mislinja, Pameče, Podgorje pri Slovenj Gradcu, Sele, Slovenj Gradec, Stari trg in Šmartno pri Slovenj Gradcu.

### Po osamosvojitvi Republike Slovenije
Nastanek samostojne in neodvisne države Republike Slovenije in sprejetje nove ustave sta dala osnovo za uvedbo klasične lokalne samouprave zahodnoevropskega tipa. Po osamosvojitvi je bilo uvajanje lokalne samouprave eno najpomembnejših in najzahtevnejših nalog v novi državi. Leta 1994 je bil sprejet Zakon o referendum za ustanovitev občin. Izdelali so dva modela ustanovitev občin. Prvi model je vseboval 163 občin, drugi model pa 239 občin. Nato je državni zbor odločil, da bodo referendum izvedeni na 340 referendumskih območjih. Referendumi za ustanovitev novih občin so bili izvedeni 29. maja 1994, razen v občini Koper, kjer je bil referendum 11. septembra 1994. Rezultati so bili takšni, da jih je bilo težko oziroma nemogoče upoštevati. Večinoma so uspeli v manjših občinah. Vlada Republike Slovenije je predlagala ustanovitev 147 občin, od tega 10 mestnih občin. Na ta predlog je bilo vloženih več kot 100 amandmajev. Državni zbor je 3. oktobra 1994 sprejel Zakon o ustanovitvi občin ter o določitvi njihovih območij. S tem je bilo v Sloveniji ustanovljenih 147 občin, od tega 11 mestnih občin, tudi mestna občina Slovenj Gradec.

## Letališče
Nahaja se v Mislinjski dolini, 3 kilometre jugovzhodno od mesta Slovenj Gradec in 20 kilometrov severozahodno od mesta Velenje.
Letališka steza Aerodroma Slovenj Gradec se, obdana s širokimi travniki in gozdovi, razteza v Mislinjski Dobravi na levem bregu reke Mislinje. Letališču delajo družbo posamezne kmetije sredi gozdov, v bližini pa je še ena znamenitost koroške regije – Uršlja gora.

## Koroški aeroklub
Začetki aerokluba segajo v leto 1937, ko je bila na pobudo Ivana Miheva iz Turiške vasi ustanovljena podružnica aerokluba Maribor. Istega leta so pričeli z gradnjo letala Zoegling, ki so ga zaradi pomanjkanja materialov, dokončali šele leta 1940. Ustanovna skupščina je bila leta 1939.
Leta 1979 je bila končana nova asfaltirana vzletno-pristajalna steza dolžine 1.200 m in širine 23 m, kar je tudi pogoj za razvoj aerokluba. Ta danes šteje 60 članov. Danes ima aeroklub 8 jadralnih letal in 2 motorni letali. Klub se financira z lastnimi prihodki, s turističnim in poslovnim letenjem, šolanjem pilotov, reklamnimi storitvami ter organizacijo prireditev in tekmovanj.
Ponaša se z enim najredkejših letal na svetu znamke PO-2. Letalo, katerega obnova je trajala deset mesecev in stala 52.161,6 €, je na ogled na letališču Slovenj Gradec. Za njegovo obnovo je bilo porabljenih 2.500 ur. Po pritrditvi motorja bo možno s tem letalom tudi poleteti.

## Kope
Smučišče Kope je pomemben center koroškega zimskega turizma in se nahaja na skrajnem zahodnem in najvišjem delu Pohorja nad Slovenj Gradcem. Imajo smučišča za začetnike in zahtevne smučarje. Smučišče obsega dobrih 8,2 km smučarskih prog na nadmorski višini od 1.010 m do 1.542 m. Na voljo je šest vlečnic in dve štirisedežnici, proga za tek na smučeh, sankališče in smučarska sprehajalno steza.
Na voljo so naslednje nastanitve:
- Hotel Luka (***)
- Hotel Slovenj Gradec (***)
- Apartmaji Ribnica (****)
- Grmovškov dom Kope
- Partizanski dom Kope
- Apartmaji Kope